# Haplochromis fusiformis
Haplochromis fusiformis е вид бодлоперка от семейство Цихлиди (Cichlidae). Видът е уязвим и сериозно застрашен от изчезване.

## Разпространение и местообитание
Разпространен е в Танзания.
Среща се на дълбочина от 27 до 33 m.

## Описание
На дължина достигат до 11 cm.